# Hybalus digitatus
Hybalus digitatus är en skalbaggsart som beskrevs av Rudolph Petrovitz 1963. Hybalus digitatus ingår i släktet Hybalus och familjen Orphnidae. Inga underarter finns listade i Catalogue of Life.